# Sinčchondži

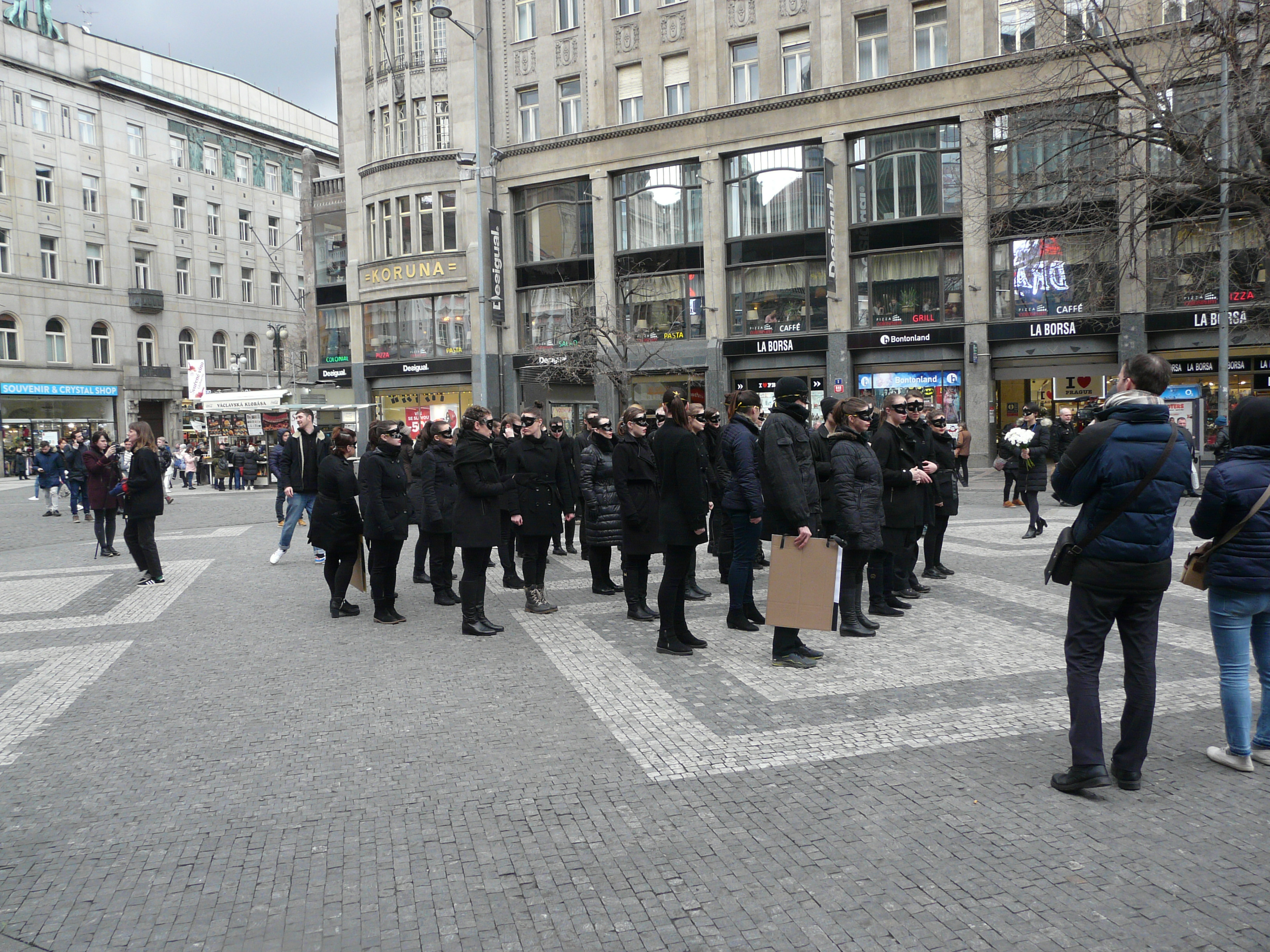
Demonstrace apelující na zastavení násilných konverzí, 3. 2. 2018, Václavské náměstí, Praha – první a prakticky jediné veřejné vystoupení v Česku

Sinčchondži (také Šinčchondži, anglicky Shincheonji, korejsky 신천지, hanča 新天地 – doslova „Nové nebe a nová země“ či „nové nebe na zemi“) je nové náboženské hnutí, které vzniklo v Jižní Koreji, nicméně jeho aktivity jsou celosvětové – hlásí se k němu až 400 tisíc členů. Sinčchondži se inspiruje křesťanstvím, ačkoliv se od jeho učení zásadně odchyluje, a bývá považováno za sektu.
Hnutí založil I Man-hui v roce 1984.  Aktivity tohoto hnutí se staly od roku 2018 známými i v Česku, zejména v Praze, kde je aktivní nárůst členů. Evangelizace hnutí se především zaměřuje na události a aktivity, které slouží jako prostředek k šíření jejich víry mezi ostatní. V době pandemie covidu-19 hnutí používalo pro evangelizaci převážně prostředí internetu. Od podzimu 2021 opět probíhá evangelizace v ulicích, tentokrát již otevřeně jako Sinčchondži (Shincheonji). Široká veřejnost je zvána na různé události a aktivity, které toto hnutí pořádá i online. Hnutí se také snaží skrze semináře pro pastory očistit své jméno a navázat kontakt s pastory z ostatních církví.

## Historie
Zakladatel Man Hee Lee (* 1931), pocházející z Jižní Koreje, byl pokřtěn baptistickým misionářem ve svých 17 letech a postupně vystřídal více různých sekt a náboženských hnutí. V roce 1957 se připojil k Církvi olivovníku (Olive Tree). Ta v 50. a 60. letech 20. století patřila k dynamicky rostoucím, křesťansky heterodoxním církvím – druhou podobnou církví byla známější Církev sjednocení. I Man-hui posléze v roce 1967 vstoupil do rovněž nepravověrné církve Chrámu svatostánku svědectví (Temple of the Tabernacle of the Testimony). Jelikož však v církvi panovala silná očekávání ohledně konce světa v roce 1984, která pochopitelně nebyla naplněna, církev se v tom roce rozpadla. Na základě části jejích členů však I vybudoval novou církev, která se začala nazývat Sinčchondži – církev byla založena 14. března 1984.
Počet členů následně začal rapidně růst, kolem roku 2000 byl jejich počet odhadován na 10 tisíc, v roce 2004 přibližně 30 tisíc, zatímco roku 2009 to bylo již 60 tisíc členů.
V roce 2003 vznikla nenáboženská organizace Mannam, která sdružuje 70–100 tisíc dobrovolníků. V jejich čele stála do roku 2017 Kim Nam-hui, která byla Iovou partnerkou. Název organizace vznikl jako akronym z prvních jmen vůdců (I Man-hui a Kim Nam-hui). Heslo organizace, které zní „Když se světlo setká se světlem, nastane vítězství“, vychází z faktu, že druhé jméno obou představitelů (Hui) znamená v korejštině „světlo“. V roce 2017 se však I Man-hui s Kim Nam-hui rozešel a označil ji za zrádce. Po jejím odchodu z Sinčchondži mezi nimi proběhlo několik soudních sporů. Kromě Mannam vznikly ještě její dvě odnože: Mezinárodní spojenectví mladých Mannam (MIYC; později Mezinárodní mírová skupina mladých – IPYG) a Mezinárodní mírová skupina žen (IWPG); ty jsou zastřešeny v organizaci Nebeská kultura, světový mír, obnova Světla (HWPL, Heavenly Culture, World Peace, Restoration of Light). Tyto organizace pořádají společenské, kulturní a sportovní akce, které mají podporovat mírovou myšlenku. Díky nim může I vystupovat jako mírový aktivista a dovoluje mu to setkat se na nejvyšší úrovni s představiteli států a mezinárodních organizací (setkal se například s bývalým rumunským prezidentem Ionem Iliescem). Organizace HWPL tak pořádá v Koreji každoročně podzimní summit „Světové aliance míru mezi náboženstvími“ (World Alliance of Religions' Peace, WARP) a 14. března 2016 přijala deklaraci DPCW – Deklarace míru a ukončení válek.
Toto nové náboženské hnutí vystupuje dále pod jmény New Heaven and New Earth (NHNE, Nové nebe a nová země), v Česku také pořádalo biblická setkání Most. Sekta kvůli utajení svého skutečného názvu operuje pod různými fingovanými názvy církví či kurzů, které po prozrazení opouští.
V únoru 2020 se asi 40 příslušníků sekty nakazilo v korejském Tegu rychle se šířícím covidem-19. Nakažení v sektě tvoří asi 80 % z celkového počtu nově nakažených v Tegu.
V březnu 2024 hnutí oslavilo 40. výročí. Oslav výročí se přímo v Koreji zúčastnilo přes 30 000 lidí z celého světa. Místo oslav tak využilo svou plnou kapacitu. Hnutí vidí těchto 40 let jako 40 let práce pro lepší svět.

## Nauka
Církev se zásadně odchyluje od učení tradičních křesťanských církví a je považována za heterodoxní. Odlišuje se například přesvědčením, že Bible obsahuje zakódovaná sdělení (církve vycházející z prvotních ekumenických koncilů je Písmo otevřenou zvěstí o Spasiteli Ježíši Kristu). Postavu Jana Křtitele vnímá jako toho, kdo Ježíše zradil. Církev věří, že výhradním zprostředkovatelem mezi Bohem a lidmi je zakladatel I Man-hui (podle tradičních církví je Duch svatý přítomný v celé církvi); a že musí vystupovat v utajení (podle Písma mají křesťané při zvěstování víry vystupovat otevřeně). Církev Sinčchondži očekává brzkou apokalypsu. V souvislosti s apokalyptikou vykazuje také výrazné mesianistické rysy, vztahující se k jejímu vůdci a zakladateli Lee Man Heemu. Je mu například připisována nesmrtelnost. Rovněž je považován za znamení jako jedna ze sedmi svítilen, které původně Ježíš poslal na Zemi roku 1966, avšak tito se neosvědčili. Proto roku 1979 vyvolil Man Hee Leeho, aby jako "nový Jan" vedl církev.
Podle učení Iho skončil čas starých církví, věřící mají opustit „Babylon“ svých církví, vyhledat pastora přislíbeného Bohem, připojit se k 144 tisícům věřících z dvanácti kmenů „nového Izraele“ a být tedy součástí nového stvoření – to znamená stát se členem Sinčchondži. Církev počítá letopočet od roku 1984, kdy byla založena, což má za cíl naléhavě vyjádřit příchod nové doby.
Zpečeťování 144 tisíc členů stále trvá – podle nauky církve se s každým z těl těchto členů spojí duch jednoho ze 144 tisíc křesťanských mučedníků. Naplnění počtu 144 000 se očekává již velmi brzy. Tito členové pak budou tisíc let vládnout členům přidružených církví, organizací a hnutí. Naproti tomu odpadlíci od hnutí a jeho nepřátelé věčně zahynou v „jezeře, kde hoří síra“. Tyto myšlenky o jedinečné úloze Sinčchondži vycházejí z textů biblické knihy Zjevení, Bible (Nový zákon) prý také obsahuje příslib příchodu pastora (tím má být I) stejně, jako byl dán příslib příchodu Ježíše Krista ve Starém zákoně. Hnutí dále tvrdí, že 66 kanonických biblických knih odkazuje na Sinčchondži a ztotožňuje svého vůdce Iho s Duchem svatým, včetně přízvisek jako „Utěšitel“, „Zastánce“ či „Přemožitel“, stejně tak má naplňovat proroctví uvedená v knize Zjevení. Sám I se považuje za posla Ježíše Krista (či jeho vtělení), neboť je údajně dokonale schopen porozumět Bibli a podle nauky Sinčchondži jako jediný dokáže rozklíčovat obrazná tvrzení v Bibli obsažená. K porozumění Bible je podle něj klíčové nalézt ke každému verši „dvojče“ v podobě jiného biblického verše, které pomůže první verš dešifrovat. Pochopením Bible tak církev dokáže překonat svody Satana.
Kromě toho je církev poměrně nacionalistická a do popředí klade zem svého původu, Koreu, která má být zaslíbenou zemí na Východě, kde leží Eden, Sion i Babylón a odkud se přišli Mudrci poklonit narozenému Ježíši. Je to vysvětlováno i klimatickou podobností s Izraelem a existencí korejské „nebeské kultury“. Proto se měl „Pastýř“ a „Přemožitel“ (I) narodit 6000 let po vyhnání z ráje právě v Koreji. Ústředním bodem kultu v Koreji má být duchovní středisko na hoře Čchonge (청계), která leží na jižním okraji Soulu.
Sinčchondži zjevně naplňuje 8 znaků sekty. Někteří autoři, například v českém prostředí Zdeněk Vojtíšek, se k pojmu sekta staví opatrně a používají raději termín nové náboženské hnutí.

## Působení

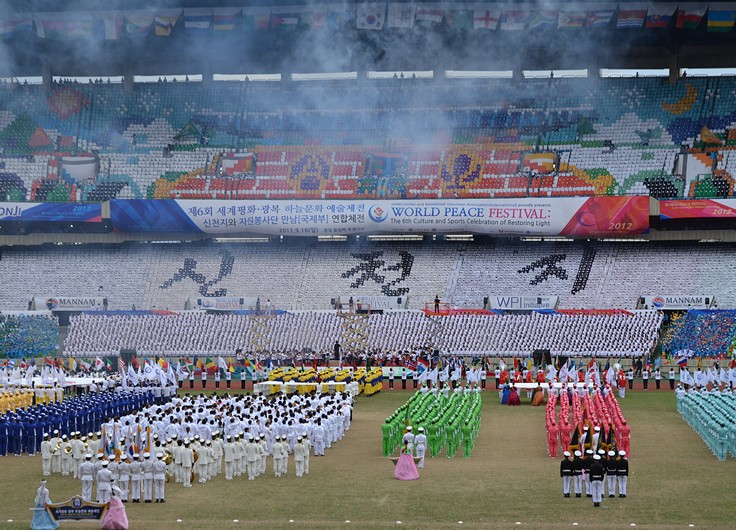
Mírová olympiáda v Koreji, 2014

Církev, která vystupuje velmi sebevědomě, má promyšlenou misijní strategii – snaží se infiltrovat fungující sbory a farnosti a snaží se nejprve o navázání přátelských kontaktů. Navázání kontaktů může probíhat i prostřednictvím internetu. Často se primární pohnutky k seznámení vůbec netýkají náboženství. Svoji pravou konfesní příslušnost se misionáři snaží tajit a dále nabízejí studium Bible v podobě různých kurzů či seminářů. Kurzy probíhají buď na půdě infiltrovaného sboru či farnosti, případně je vytvořen „nový“ misijní sbor, který ale zastírá svou souvislost s církví Sinčchondži. Následně je zájemce o studium nenápadně předán jinému členu církve (tak, aby mu učení Sinčchondži bylo předáváno postupně a nenásilnou formou) a může nakonec vykonat závěrečné zkoušky ze znalostí Bible. Běžné je používání manipulativních technik. Kurzů se například účastní i aktuální členové sekty, kteří předstírají, že jsou též zájemci o členství a snaží se tak posílit pouto mezi zájemcem a aktuálními členy. Kromě toho je obvyklé pořádání různých odpočinkových akcí (např. grilování či setkání v kavárně). Završením celého procesu je vyplnění registračního formuláře v korejštině, na základě kterého je zájemce registrován v církvi.
Odhady o celosvětovém počtu členů se pohybují mezi 120 000 a 180 000 členy. Z tohoto počtu je 150 000 členů rozděleno do 12 kmenů (odkazuje na počet biblických izraelských kmenů) a zbytek tvoří osoby, kteří jsou členy Mannam, ale nejsou členy církve. Skupiny církve Sinčchondži působí kromě Jižní Koreje také ve Spojených státech amerických, Kanadě, Číně, Filipínách, Japonsku, Indii, Austrálii, Jižní Africe, Německu, Španělsku, Nizozemsku, Francii a Rakousku.
Australan žijící v Jižní Koreji popsal v roce 2012 setkání s korejskými dívkami, které byly dobrovolnicemi organizace Mannam a Sinčchondži skrze ně získávala nové členy. Dívky mu nabízely členství ve vysokoškolském klubu, aby si korejští členové mohli procvičovat angličtinu; organizace také naopak nabízela kurzy korejštiny. Při následující schůzce v kavárně pak na něj byl činěn nátlak, aby se zúčastnil obřího mírového setkání v Soulu. Popsal také strategii využívající mladé atraktivní dívky, které tak snáze nalákají do organizace případné zájemce.

### Styl a organizace misie
Organizace církve připomíná pyramidovou společnost. Členské buňky se nazývají gujoky. Tyto mají své vlastní bohoslužby, obvykle konané ve středu a v neděli. Zcela jiný obraz bohoslužeb prezentuje církev na internetu. K vnější prezentaci církve využívá absolventy biblických kursů.

### Působení vČesku
Poprvé bylo hnutí Sinčchondži v Česku prezentováno 11. 10. 2013, kdy na přednášku dorazil osobně zakladatel I Man-hui, ačkoliv jméno hnutí nebylo při setkání zmíněno. Setkání proběhlo v pražském Komunitním centru Matky Terezy pod hlavičkou „korejského mírového hnutí“ se záminkou oslav 400 let Bible kralické. Tato přednáška oslovila tehdejšího redaktora internetového portálu Křesťan dnes Rastislava Čižmára, který stál u založení církve City Church Prague, která byla hnutím inspirována, nicméně v roce 2015 zanikla.
V únoru 2018 několik desítek přívrženců hnutí vystoupilo v rámci demonstrace na Václavském náměstí v Praze, aby protestovali proti „násilným konverzím“, kterých se údajně dopouštějí protivníci sekty v Koreji. Během těchto konverzí mělo dojít k úmrtí korejské dívky Ku Či-in. V březnu organizace HWPL zorganizovala v islámském centru Al-Firdaus připomínku 2. výročí od deklarace DPCW.
Členové hnutí se snaží vystupovat jménem nezávislých vzdělávacích biblických institucí. Aby případným konvertitům nepřipadalo hnutí podezřelé, tak jim členové hnutí zásadně nesdělují jméno církve, odkud pocházejí, ani základní charakteristiky učení, kterým se řídí, nebo jméno zakladatele církve. Nové členy se hnutí snaží získat pomocí seminářů (často na biblická témata či téma osobního rozvoje, dále pomocí různých psychologických a sociologických výzkumů či použitím technik art terapie. V Česku (zejména v Praze) vystupovala pod hlavičkou nezávislých církví jako např. Global Christian Leadership či City Church Prague.
Vzhledem ke korejskému nacionalismu není pravděpodobný větší „kariérní postup“ českých členů v rámci církve. Zdeněk Vojtíšek se domnívá, že většina členů sektu po přibližně 4 letech opustí.
Sekta se snaží své nové členy získat prostřednictvím svých misionářů, kteří aktivně oslovují mladé lidi na různých náměstích či před kostely (v Praze například na náměstí Míru, náměstí Republiky, Národní třídě, Karlově náměstí či u Anděla) či na sociálních sítích. Dále cílí na farnosti a sbory, kam přichází větší množství mladých lidí – např. akademické farnosti či mše Vysokoškolského katolického hnutí.
Vymyšlené záminky k navázání kontaktu jsou různé: může jít o hledání respondentů k diplomové práci, o různé druhy dotazníků (např. k adventnímu času) či o přípravu scénáře či knihy s postavou křesťanské dívky a hledání vzorů ze skutečného života. Členové sekty vždy vystupují mile a příjemně, komunikují česky nebo anglicky. Často se ptají na otázky životní filozofie či hodnot a postojů – pokud odpověď souvisí s vírou či náboženstvím, následuje další setkání (obvykle v kavárně) a hloubkový rozhovor. Na tomto setkání je již přítomna i lektor(ka) s většinou domnělým odborným vzděláním a nabízí psychologický test či podobný dotazník. Vyhodnocení je postaveno tak, aby respondent odhalil netušené problémy ve svém životě a lektor následně nabízí řešení. Setkání může mít i velmi emotivní průběh, lektor se snaží o trpělivé naslouchání a přichází s myšlenkou, že řešení problému se nalézá v Bibli. V další fázi dochází ke schůzkám v kavárně nad Biblí. Dle svědectví dívek, které sektou prošly, může zapůsobit lektorova dobrá orientace v Bibli a znalost některých pasáží nazpaměť; dále uvedly, že jim lépe a jasněji, než kdo jiný vysvětlil propojení mezi Starým a Novým zákonem.
Když je důvěra mezi lektorem a potenciálním členem upevněna, je mu nabídnuta účast na „nově zahájeném“ biblickém kurzu. Tyto několikahodinové lekce se zpočátku konají 3× týdně, během půlročního trvání kurzu však frekvence kurzů roste, přidávají se i modlitební večery a víkendové akce. Ačkoliv se nováčkům může i počáteční závazek zdát nerealistický, je v nich manipulativně vzbuzen pocit viny, že Bibli vůbec nerozumí. Biblické lekce jsou navíc členěny na více částí – nejprve proběhne relaxace, zpěv a tanec, následuje výklad Bible. Zpočátku jde o klasický výklad podobný biblickým hodinám z různých křesťanských církví a organizací, až poté se na řadu dostanou kontroverzní témata a pasáže z Bible a do výkladu se plíživě vkrádá učení sekty Sinčchondži. Že se učení podávané na biblických kurzech odchyluje od učení všech tradičních křesťanských církví, je těžké odhalit pro teology, natož pro lidi, kteří se teologií nezabývají. Na seminářích také dochází ke skupinovému zesměšňování jiných církví, děje se to např. prostřednictvím videí s kázáními kněží a pastorů – dochází tak k upevnění přesvědčení, že správný názor se účastníci dozvědí pouze na biblických setkáních. Tato drsnější zábava je nicméně rozprostřena v množství na první pohled nezávadných aktivit. Celý koncept je velmi promyšlený, výklad logicky navazuje a postupně se do něj promítá učení Sinčchondži, sekta navíc neprezentuje svůj skutečný název ani své teze o konci světa, které by pravděpodobně potenciální členy odradily.
Na semináře obvykle chodí 20–25 lidí, ale jen část z nich jsou skuteční nováčci – ostatní (stávající členové sekty) se tak tváří, aby budili dojem, že jsou také noví. Semináře mají taktéž pevný zasedací pořádek – noví účastníci jsou obklopeni starými. Sekta si na nové účastníky vybere kontaktní informace (e-mail, telefonní číslo) – noví členové je však mezi sebou nesmějí sdílet. Každý účastník má přiděleného jednoho „tajného anděla“ (nebo také jinak „parťáka“) – je to jediná osoba, se kterou si může vyměnit kontakt a stýkat se s ním i mimo seminář. Kdo to je, ale nesmí žádnému jinému účastníkovi prozradit. Tento „anděl“ z řad členů sekty má za úkol, aby si nováček nepřipadal tak osamělý, dohlíží na něj a povzbuzuje ho ve studiu; dále také rozptyluje obavy, pokud byl lektorův výklad přespříliš kontroverzní. Sekta prostřednictvím tohoto průvodce také příležitostně probouzí výčitky, že člověk nebude bez znalosti Bible spasen. Aby nováčci nemohli volně sdílet své pochybnosti, tak se sekta snaží o jejich důslednou izolaci – mezi nimi navzájem i od jejich okolí. Postupně jim vyplňuje veškerý čas, nakonec novým účastníkům kurzů nezbude čas na práci, na přátele, na rodinu i na školu a často si kompletně upraví svůj denní režim. Kvůli časovému tlaku tak nezbývají ani volné chvíle na ověření vyložených informací.
Pokud nováčci vydrží systematický nátlak na kurzech a lektoři sekty si jsou jisti, že nováčci jsou novému učení věrní, prozradí jim, že jsou součástí Sinčchondži. O existenci Sinčchondži a vůdci Ï Man-hui nováčkům řeknou v okamžiku, kdy začnou věřit více informacím sekty než informacím zvenčí. U někoho to je prý po několika setkáních, u některých to může trvat i déle než rok a půl. Zatajování skutečného jména a použití lži omlouvají nevyhnutelnosti situace při misii. Absolvent kurzu stvrdí své členství v církvi vyplněním korejského formuláře, odvádí jí desátky (pokud je toho schopen), a stane se misionářem, jehož úkolem je opět získávat nové členy.
Jedno z výukových středisek, kde probíhají biblické kurzy, se nachází v neoznačeném domě ve dvoře domu čp. 6/553 v ulici Palmovka. O dalších místech nejsou známy žádné informace, stejně jako o počtu přívrženců hnutí, nicméně se předpokládá, že sekta může mít v Praze okolo 200 členů. Tyto spekulace potvrdil člen sekty, Simon Yang. Dále uvádí, že většina členů sekty jsou ženy a dívky, ačkoliv na ně necílí.
Podle religionisty Zdeňka Vojtíška je zásadním problémem situace lidí, kteří se ze sekty dostali a stali se z nich „odpadlíci“. Tito lidé cítí pokoření a zklamání, protože zjistili, že důvěřovali osobám, kteří je klamali a manipulovali. Vyrovnání se s tímto pocitem trvá i několik měsíců. Lidé, kteří sektu opustí, často trpí nočními můrami, depresemi, výčitkami, obavou z pekla a myšlenkami na návrat do sekty – to vše je důsledkem systematického nátlaku sekty. Dalším rizikem je i fakt, že sekta schraňuje i o svých bývalých členech množství osobních údajů – např. pracovní listy, psychologické testy a kontaktní informace.
Sekta také vyžaduje přísné utajení před okolím z důvodu, aby okolní svět nevzdálil nováčky od cesty k pravdě. Průvodce také nováčkům pomáhá s vytvářením rafinovaných lží a výmluv. Sekta vede své členy, aby nevěřili, kvůli práci Satana, ani vlastním myšlenkám, ani pocitům, ale pouze Písmu (tedy podle výkladu Sinčchondži). Členové sekty tvrdí, že lhaní má oporu v Bibli.
Simon Yang, člen církve Sinčchondži, který má na starosti misii v Praze, se ohradil proti článku z Aktuálně.cz obsahující svědectví dívek se zkušenostmi se sektou, neboť prý obsahuje zavádějící informace. Nesouhlasí s tvrzením, že sekta straší koncem světa ani věčným zatracením v pekle pro odpadlíky – své členy podle něj sekta nezískala zastrašováním. Ačkoliv přiznává použití lži při získávání členů, tvrdí že církev nikoho nemanipuluje a členové mají prý svobodu volby se pro učení církve rozhodnout.
Yang se domnívá, že církev má oprávnění lhát a musí tímto způsobem evangelizovat, na důkaz svého tvrzení cituje úryvky z Písma. Misionáři při získávání nových členů lžou a zatajují název církve kvůli údajnému pronásledování a kvůli její špatné pověsti. Sekta se obává, že si o ní jinak lidé najdou kritické informace na internetu, ale kvůli tomu odmítnou celou její nauku a nepřijmou prý pravé Boží slovo. Jelikož by si účastníci biblických kurzů mohli negativní informace o Sinčchondži sdílet, sekta mezi nimi nedovoluje komunikaci. I při popisu tohoto postupu Yang odmítá, že by cílem sekty bylo přivést lidi k poznání Bible prostřednictvím lži.
V květnu roku 2022 zveřejnila církev v Česku prohlášení, v němž podává vysvětlení (spíše než omluvu) svých skrytě misijních aktivit.
Církev však reaguje i na svůj obraz v médiích; v březnu roku 2024 se uskutečnil seminář se členy církve a studenty.
U příležitosti svatováclavské pouti roku 2024 se hnutí zviditelnilo svou propagací mezi účastníky mše a poutních slavností.

## Reakce
Činnost hnutí byla poprvé popsána religionistou Zdeňkem Vojtíškem v religionistickém časopise Dingir již v roce 2015, ale i nadále se k tomuto tématu vracel. Působí také jako poradce pro rodiny zasažené působením sekty a v lednu 2020 uspořádal informativní schůzku pro blízké lidí, kteří do sekty vstoupili. Hnutí se podrobně věnuje např. webový portál SCJinfo.cz či stránka Sosoni, k sektě se opakovaně vyjádřil Katolický týdeník a na přelomu let 2019 a 2020 vydal zpravodajský server Aktuálně.cz sérii článku mapujících praktiky Sinčchondži.
Mediální reflexe působení této církve se objevuje i v českém prostoru. Děje se tak na poli religionistické diskuse i přímých svědectví o zkušenostech s misionáři církve.
Varování před působením sekty vydala například Církev bratrská, Křesťanská misijní společnost, Česká evangelikální aliance, Vysokoškolské katolické hnutí (VKH), Arcibiskupské gymnázium v Praze či Komunitní centrum Matky Terezy (KCMT). Shodou okolností právě v KCMT proběhlo první vystoupení I Man-huie v Česku.
Před působením sekty byla vydána varování i v zahraničí – např. ve Spojeném království, Austrálii, či na Novém Zélandu.
V samotné Jižní Koreji před sektou varují Křesťanská rada Koreje (Christian Council of Korea, CCK) a Křesťanská rozhlasová stanice (Christian Broadcasting System, CBS)

### Odborná pomoc
V České republice došlo ke spuštění internetových stránek „Šinčchondži bez příkras”. Zde najdou lidé kontaktovaní touto společností a každý potřebný příslušné informace. 

Vzhledem k tomu, že církev Šinčchondži sděluje jen výběrové informace o svém působení, vzniklo při poradně Společnosti pro studium sekt a nových náboženských směrů volné uskupení bývalých členů, jejich blízkých a ostatních zájemců z řad veřejnosti.